# Horace B. Strait

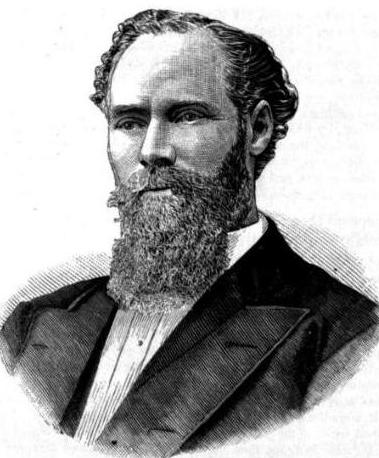
Horace B. Strait

Horace Burton Strait (* 26. Januar 1835 im Potter County, Pennsylvania; † 25. Februar 1894 in Juárez, Mexiko) war ein US-amerikanischer Politiker. Zwischen 1873 und 1883 vertrat er zweimal den Bundesstaat Minnesota im US-Repräsentantenhaus.

## Werdegang
Horace Strait besuchte die öffentlichen Schulen seiner Heimat. Im Jahr 1846 zog er mit seinen Eltern nach Indiana. Neun Jahre später, im Jahr 1855, ließ sich Strait in der Nähe von Jordan in Minnesota nieder, wo er in der Landwirtschaft arbeitete. 1860 zog er nach Shakopee und betrieb dort einen Einkaufsladen. Während des Bürgerkrieges stieg Strait im Unionsheer bis zum Major auf. Zeitweise war er Inspector General im Stab eines Armeeoberkommandos. Nach dem Krieg wurde Strait Kurator der Nervenheilanstalt von Minnesota. Politisch war er Mitglied der Republikanischen Partei. Von 1870 bis 1872 war er Bürgermeister von Shakopee. Damals war er außerdem im Handel, im Handwerk und im Bankgewerbe tätig.
1872 wurde Strait im zweiten Wahlbezirk von Minnesota in das US-Repräsentantenhaus in Washington, D.C. gewählt, wo er am 4. März 1873 die Nachfolge von John T. Averill antrat. Nach zwei Wiederwahlen konnte er bis zum 3. März 1879 zunächst drei Legislaturperioden im Kongress absolvieren. In diese Zeit fiel das Ende der Reconstruction in den ehemaligen Staaten der Konföderation. Bei den Wahlen des Jahres 1878 unterlag Strait dem Demokraten Henry Poehler. Zwei Jahre später gelang es ihm aber, Poehler bei den Wahlen zu schlagen und seinen alten Sitz zurückzugewinnen. Damit konnte er am 4. März 1881 erneut in den Kongress einziehen. In den Jahren 1882 und 1884 wurde er im dritten Distrikt zum Nachfolger von William D. Washburn gewählt. Bis zum 3. März 1887 konnte er im Kongress verbleiben. Zwischen 1881 und 1883 war er Vorsitzender des Milizausschusses.
Nach dem Ende seiner Zeit im US-Repräsentantenhaus nahm Horace Strait seine früheren Tätigkeiten in Shakopee wieder auf. Er starb am 25. Februar 1894 im mexikanischen Juárez, als er in einem Zug auf der Heimreise befand. Strait wurde in seinem Wohnort Shakopee beigesetzt.